# La siesta
La siesta è un dipinto di Augusto Colombo. Eseguito nel 1924, appartiene alle collezioni d'arte della Fondazione Cariplo.

## Descrizione
Si tratta di un'opera incentrata su quelle tematiche sociali che caratterizzarono la fase giovanile della produzione dell'autore e che furono segnalate già dal De Grada.

## Storia
Il dipinto fu presentato al I Concorso per il pensionato artistico Cesare Sarfatti istituito dalla Cassa di Risparmio di Milano, dove vinse il premio acquisto da parte della Fondazione Cariplo.